# Andrea Eife
Andrea Eife (n. 12 aprilie 1956, Leipzig, RDG) este o înotătoare ce a reprezentat Republica Democrată Germană, medaliată olimpică. A participat la o ediție a Jocurilor Olimpice (1972) în care a câștigat o medalie de argint.